# Dixa lunata
Dixa lunata är en tvåvingeart som beskrevs av Edwards 1929. Dixa lunata ingår i släktet Dixa och familjen u-myggor. Inga underarter finns listade i Catalogue of Life.